# Musculus profurca-phragmalis
Musculus profurca-phragmalis, mięsień Idvm10 – mięsień występujący w tułowiu owadów.
Mięsień należący do grupy "mięśni grzbietobrzusznych" (ang. dorsoventral muscles), zlokalizowany w przedtułowiu. Miejscem początkowym jego przyczepu jest pierwsza wierzchołek "profurki" (profurca). Jego koniec przyczepia się natomiast do wierzchołka drugiej apofizy tergalnej.
Mięsień ten występuje wyłącznie u nimf ważek. Jest to mięsień międzysegmentowy, homologiczny do mięśnia musculus metanoto-phragmalis.